# Henri Brandon
Henri Brandon, comte de Lincoln (v. avant le 18 juin 1523  - 1er mars 1534  ) était le plus jeune enfant et deuxième fils  né de Charles Brandon, 1er duc de Suffolk et de Marie Tudor, reine de France, fille d'Henri VII, roi d'Angleterre. Ainsi Henri Brandon était neveu du roi Henri VIII. Ses sœurs aînées étaient Lady Frances Brandon et Lady Eleanor Brandon. 
Lui et son frère aîné (1516-1522  ) sont souvent considérés à tort comme la même personne car tous deux sont morts enfants et portaient le même nom. Il n'était pas inhabituel à l'époque des Tudor de donner à un enfant le nom d'un frère décédé.

## Comte de Lincoln
Brandon a été fait comte de Lincoln par Henri VIII le 18 juin 1525 à l'âge de deux ans seulement. Il était "si jeune que monsieur John Vere a été nommé pour le porter"  pendant la cérémonie raffinée. Son père planifia pour lui un mariage avec Catherine Willoughby, une pairie à part entière et fille de Maria de Salinas, qui avait été l'une des dames d'honneur de la reine. 

## Rôle dans la ligne de succession
Tout au long de la vie de Brandon, il y avait une petite mais réelle possibilité qu'il devienne un jour roi d'Angleterre. Au moment de sa naissance, Marie était l'enfant unique d'Henri VIII, et l'épouse du roi, Catherine d'Aragon, avait déjà trente-huit ans et avait peu de chances d'avoir d'autres enfants. La prochaine ligne après les enfants du roi était sa sœur Marguerite Tudor et ses enfants, mais leur place dans la succession n'était pas assurée - Henry les exclurait plus tard par le Second Acte de Succession (1536) et par son testament. Viennent ensuite la duchesse de Suffolk et son fils Henri Brandon, qui de son vivant (il mourut avant le fils d'Henri, Édouard est né), était la seule personne dans la ligne de succession qui avait la double qualification d'être un homme et un anglais. Cependant, il mourut à l'âge de dix ou onze ans, à Southwark .
La mère de Brandon est décédée avant lui et sa propre mort a créé des ambitions royales chez sa sœur Frances. Après la mort de la duchesse de Suffolk, le duc épousa lui-même Catherine Willoughby. Bien que son fils lui ait été fiancé, à dix ans, il était trop jeune pour le mariage et aussi maladif.  La nièce d'Henri Brandon, Lady Jane Grey, succéda finalement, et brièvement, au trône le 10 juillet 1553.

## Source
- (en) Cet article est partiellement ou en totalité issu de l’article de Wikipédia en anglais intitulé « Henry Brandon, 1st Earl of Lincoln » (voir la liste des auteurs).